# Francisco de Paula Victor
Francisco de Paula Victor (12. dubna 1827, Campanha – 23. září 1905, Três Pontas) byl afrobrazilský římskokatolický kněz známý svou charitativní činností pro chudé. Katolická církev jej uctívá jako blahoslaveného.

## Život

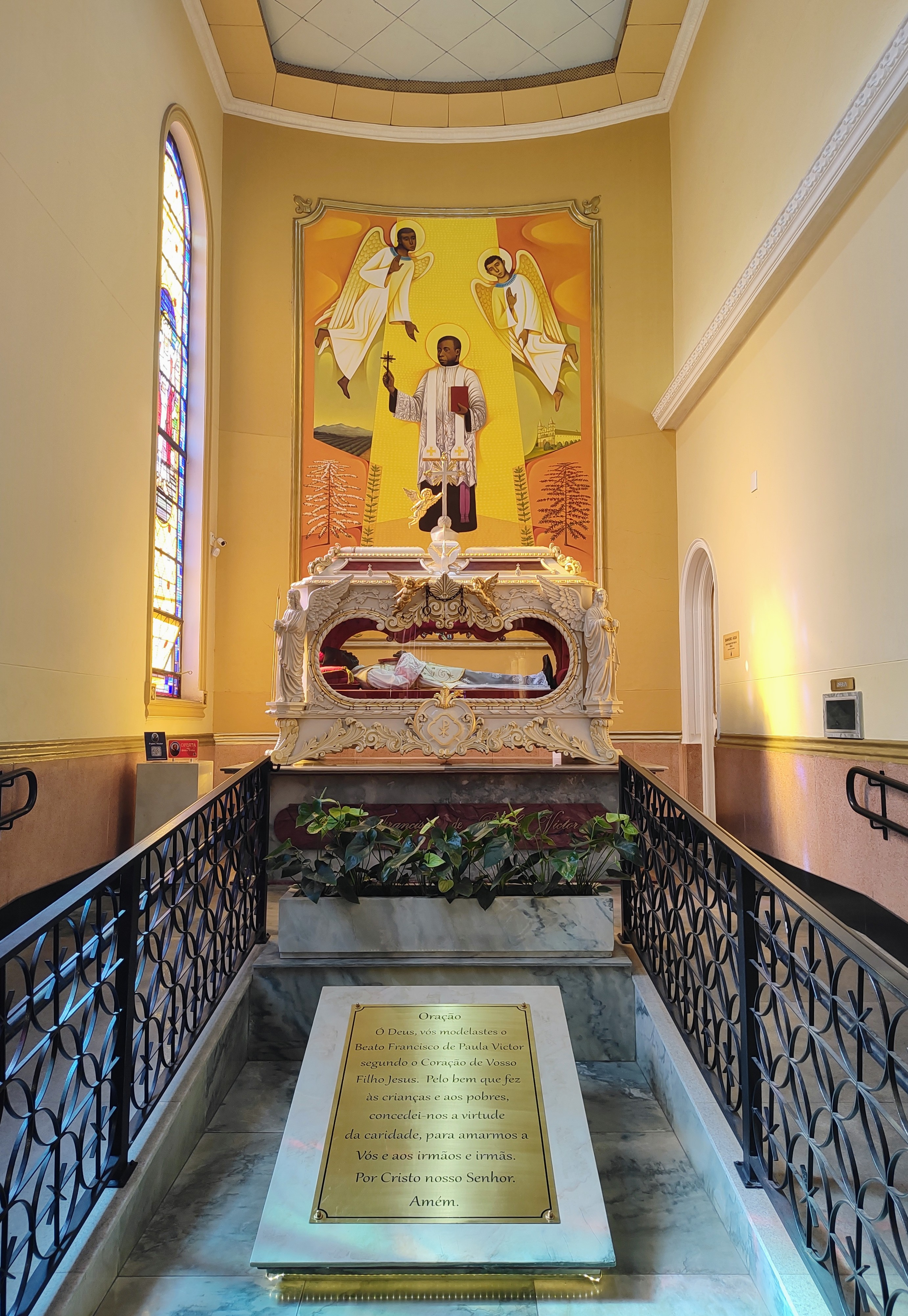
Jeho hrobka ve farním kostele v Três Pontas

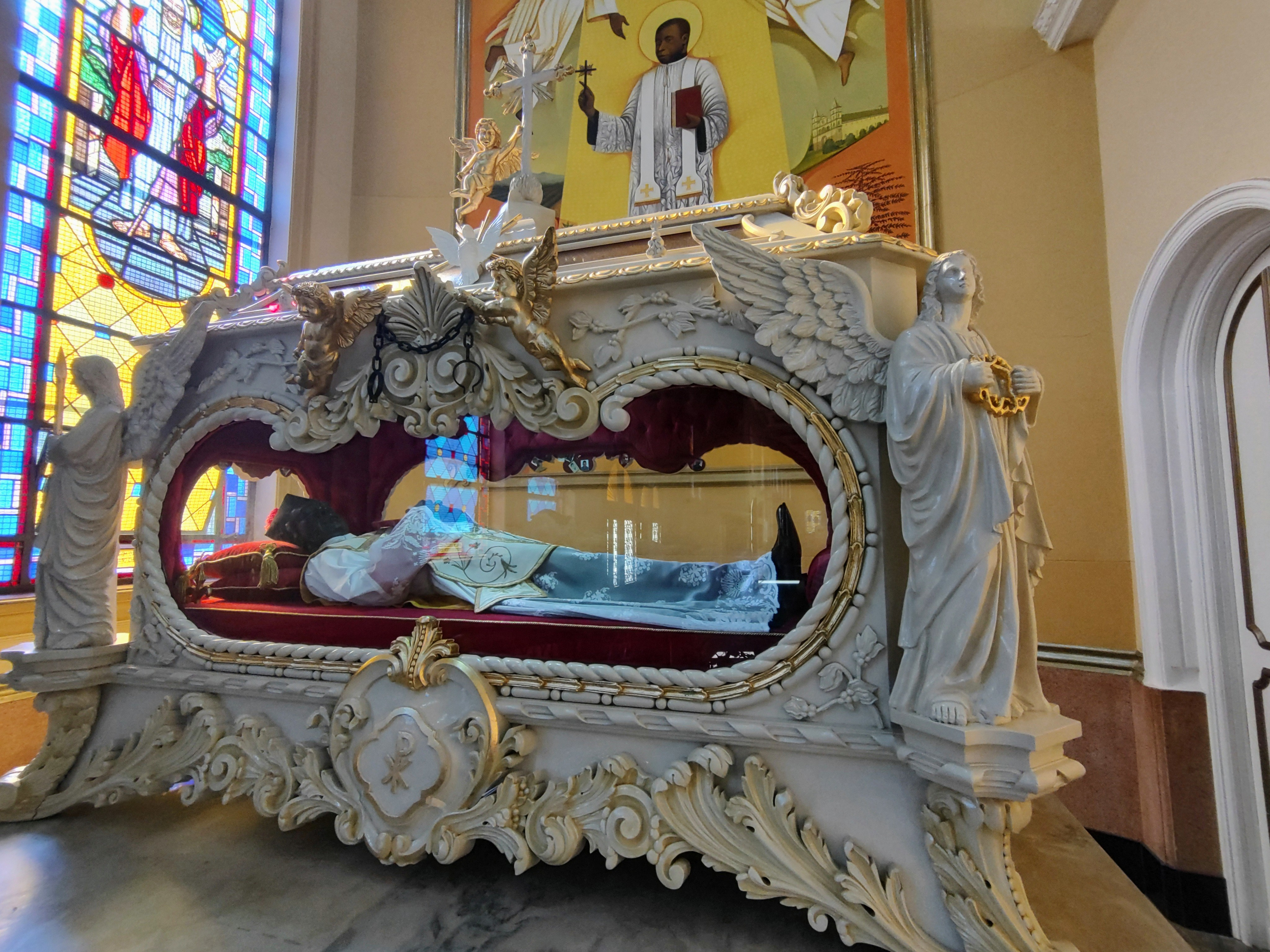
Detail jeho hrobky

Narodil se dne 12. dubna 1827 ve městě Campanha otrokyni Lourençe Justinianě de Jesus a neznámému otci. Pokřtěn byl 20. dubna téhož roku, jeho kmotrou při tom byla majitelka jeho matky Marianna Santa Barbara Ferreira, známá tím, že se svými otroky zacházela důstojně. Díky své majitelce se naučil číst a psát, mluvit francouzsky a hrát na klavír.
Vyučil se krejčím, ale jeho touhou bylo stát se knězem. Bránilo mu v tom však nejen to, že byl otrokem, ale také jeho nemanželský původ, což byl dle tehdejšího církevního práva problém. Jeho majitelka oslovila místního duchovního Antonia Felipe de Araújo, který jej v jeho úmyslu podporoval. Pozval místního diecézního biskupa Antônia Ferreira Viçoso, aby posoudil, zda je možno tyto překážky obejít. Ten nakonec rozhodl v jeho prospěch a on tak začal studovat na kněžském semináři ve městě Mariana a dne 5. června 1849 získal od své majitelky svobodu. V semináři byl však kvůli svému původu často diskriminován, například často dostával podřadné práce. Všechna příkoří však snášel trpělivě a odhodlaně.
Dne 14. června 1851 jej biskup Antônio Ferreira Viçoso vysvětil na kněze. Poté začal působit nejprve ve svém rodném městě. Část věřících se však kvůli jeho původu vyhýbala přijímat z jeho rukou svátosti. Rok po kněžském svěcení byl poslán do Três Pontas, kde sloužil jako farní vikář tamní farnosti. Po nějaké době se zde stal farářem.
Jako farář věrně plnil své povinnosti a pomáhal tam, kde to bylo potřebné navzdory tomu, že musel čelit nepochopení kvůli barvě pleti. Inicioval otevření vzdělávacího centra Svaté Rodiny, kde se děti bez ohledu na svůj původ učily francouzskému jazyku a hudbě. Sám zde také vyučoval katechismus.
Zemřel dne 23. září 1905 na následky cévní mozkové příhody. Pohřben je ve farním kostele v Três Pontas, kde byl farářem. Roku 1999 byly jeho ostatky exhumovány a uloženy do nové hrobky.

## Úcta
Jeho beatifikační proces započal dne 10. srpna 1992, čímž obdržel titul služebník Boží. Dne 10. května 2012 jej papež Benedikt XVI. podepsáním dekretu o jeho hrdinských ctnostech prohlásil za ctihodného. Dne 5. června 2015 byl uznán zázrak na jeho přímluvu, potřebný pro jeho blahořečení.
Blahořečen pak byl dne 14. listopadu 2015 ve farním kostele v Três Pontas, ve kterém je pohřben. Obřadu předsedal jménem papeže Františka kardinál Angelo Amato.
Jeho památka je připomínána 23. září. Je zobrazován v kněžském oděvu.